# Główka pracuje
Główka pracuje (ang. Right Now Kapow, 2016-2017) – amerykański serial rysunkowy stworzony przez Justina Beckera i Marly'ego Halpern-Grasera oraz wyprodukowany przez studio Warner Bros. Animation.
Premiera serialu odbyła się w Stanach Zjednoczonych 19 września 2016 na amerykańskim Disney XD. W Polsce serial zadebiutował 6 marca 2017 na antenie polskiego Disney XD.

## Opis fabuły
Serial składa się z niepowiązanych ze sobą lub luźno powiązanych w obrębie jednego odcinka skeczy, w których występują ci sami bohaterowie, chociaż w różnych rolach w zależności od tematyki skeczu, podobnie jak żywi aktorzy. Główne postacie – Pies, Landrynka, Lodzio, Błyskotka, Roślina i Księżyca,  mają ludzkie ciała, a kształt ich głowy odpowiada ich imionom. Serial opiera się m.in. na humorze sytuacyjnym i absurdalnym. Niektóre skecze powracają cyklicznie w kilku odcinkach, np. czarnoksiężnik usiłujący bez powodzenia oszukać grupę sceptycznych wieśniaczek, lub król i królowa i magiczne zwierciadło.

## Wersja polska
W wersji polskiej udział wzięli:
- Rafał Zawierucha – Pies
- Martyna Kowalik – Landrynka
- Michał Konarski – Lodzio
- Izabela Bukowska – Błyskotka
- Przemysław Stippa – Księżyc
- Katarzyna Kozak – Roślina
- Artur Kaczmarski – Narrator

W pozostałych rolach:
- Jacek Król – jeden z potworów (odc. 1a)
- Karolina Bacia
- Kamil Pruban

i inni
Reżyseria: Grzegorz Drojewski

Dialogi: Marcin Bartkiewicz
Dźwięk: 
- Kinga Zuchowicz-Pinilla
- Mateusz Michniewicz

Reżyser piosenek:
- Monika Malec
- Juliusz Kamil Kuźnik

Teksty piosenek: Tomasz Robaczewski

Wersja polska: SDI MEDIA POLSKA

## Spis odcinków
| Premiera odcinka | Premiera odcinka              | N/o | Angielski tytuł              |
| ---------------- | ----------------------------- | --- | ---------------------------- |
|                  |                               |     |                              |
| SERIA DRUGA      |                               |     |                              |
|                  |                               |     |                              |
| 09.01.2017       |                               | 01  | Sketchy Genie                |
| 09.01.2017       | Cat Man Has Nine Lives        | 01  |                              |
|                  |                               |     |                              |
| 20.05.2017       |                               | 02  | Super Villian Amusement Park |
| 20.05.2017       | One Man Band                  | 02  |                              |
|                  |                               |     |                              |
| 21.05.2017       |                               | 03  | Prank School                 |
| 21.05.2017       | Apple Seed vs. Bunyan         | 03  |                              |
|                  |                               |     |                              |
| 22.05.2017       |                               | 04  | All Hands on Deck            |
| 22.05.2017       | Haunted Demolished House      | 04  |                              |
|                  |                               |     |                              |
| 23.05.2017       |                               | 05  | Sandman and Tooth Fairy      |
| 23.05.2017       | Good Cop, Bad Cop, Other Cops | 05  |                              |
|                  |                               |     |                              |
| 24.05.2017       |                               | 06  | Conscience                   |
| 24.05.2017       | All You Can Eat               | 06  |                              |
|                  |                               |     |                              |
| 25.05.2017       |                               | 07  | Company Teamwork             |
| 25.05.2017       | Body Switch                   | 07  |                              |
|                  |                               |     |                              |
| 26.05.2017       |                               | 08  | Ponce De Leon                |
| 26.05.2017       | Road Gang                     | 08  |                              |
|                  |                               |     |                              |
| 27.05.2017       |                               | 09  | Keeping up With the Ramses   |
| 27.05.2017       | Assimilate                    | 09  |                              |
|                  |                               |     |                              |
| 28.05.2017       |                               | 10  | The Infinite Library         |
| 28.05.2017       | Unfinished Business           | 10  |                              |
|                  |                               |     |                              |
| 29.05.2017       |                               | 11  | The Devil's Gold Banjo       |
| 29.05.2017       | Jack in the Box               | 11  |                              |
|                  |                               |     |                              |
| 30.05.2017       |                               | 12  | Radical Mutants              |
| 30.05.2017       | My Fair Peasant               | 12  |                              |
|                  |                               |     |                              |
| 31.05.2017       |                               | 13  | Nannies                      |
| 31.05.2017       | Forces of Darkness            | 13  |                              |
|                  |                               |     |                              |